# Adipomàstia
Adipomàstia, també coneguda coloquialment com a «pits grassos», és una condició que es defineix com un excés de teixit adipós i cutani a les mamelles sense un veritable teixit glandular. És sovint present en homes amb obesitat i és particularment evident en homes que han patit una pèrdua massiva de pes. Un terme relacionat / sinònim és pseudoginecomàstia. La condició és diferent i s'ha de distingir de la ginecomàstia («pits de dones»), que implica un desenvolupament real de les glandulars en un home. Les dues condicions generalment es poden distingir fàcilment per palpació per comprovar la presència de teixit glandular. Una altra diferència entre les condicions és que el dolor / tendresa del pit no apareix a la pseudoginecomàstia. De vegades, la ginecomàstia i la pseudoginecomàstia estan presents juntes; això està relacionat amb el fet que el teixit gras expressa l'aromatasa, l'enzim responsable de la síntesi d'estrògens, i l'estrogen s'elabora de manera desproporcionada en els homes amb quantitats excessives de greix, cosa que comporta una ampliació simultània de glandulars.